# Château-sur-Cher
Château-sur-Cher – miejscowość i gmina we Francji, w regionie Owernia-Rodan-Alpy, w departamencie Puy-de-Dôme.
Według danych na rok 1990 gminę zamieszkiwało 130 osób, a gęstość zaludnienia wynosiła 11 osób/km² (wśród 1310 gmin Owernii Château-sur-Cher plasuje się na 714. miejscu pod względem liczby ludności, natomiast pod względem powierzchni na miejscu 749.).